# Białożyszki
Białożyszki (biał. Бялужышкі; ros. Белужишки) – wieś na Białorusi, w obwodzie grodzieńskim, w rejonie werenowskim, w sielsowiecie Konwaliszki.
W dwudziestoleciu międzywojennym leżały w Polsce, w województwie nowogródzkim, w powiecie lidzkim, w gminie Bieniakonie.
Z Białożyszek pochodził ks. Antoni Sawicki. W 1942 jako kleryk aresztowany wraz z kadrą i innymi seminarzystami wileńskiego seminarium duchownego przez gestapo, a następnie wywieziony na roboty przymusowe do Niemiec. Po wojnie przyjął święcenia i działał w Armii Krajowej, gdzie dosłużył się stopnia kapitana. Będąc wikariuszem parafii św. Apostołów Piotra i Pawła w Suchowoli ochrzcił późniejszego błogosławionego Jerzego Popiełuszkę. Po rozwiązaniu antykomunistycznych struktur podziemnych wyjechał do diecezji łódzkiej, gdzie był m.in. proboszczem parafii Świętej Trójcy w Kaszewicach.